# Общество экономики труда
Общество экономики труда (англ. The Society of Labor Economists; SOLE) — международный экономический союз экономистов. Общество основано в 1996 г.
Общество ежегодно проводит научную конференцию, посвященную проблемам экономики труда. Предыдущие конференции состоялись: 1996 — Чикаго; 1997 — Арлингтон, шт. Вашингтон; 1998 — Сан-Франциско; 1999 — Кембридж, шт. Массачусетс; 2000 — Милан; 2001 — Остин, Техас; 2002 — Балтимор; 2003 — Торонто; 2004 — Сан-Антонио; 2005 — Сан-Франциско; 2006 — Кембридж, шт. Массачусетс. Конференция 2007 г. пройдет 4-5 мая в Чикаго.
Общество присуждает:
1. Премию Грега Льюиса — раз в два года за лучшую статью опубликованную в Journal of Labor Economics. Размер премии $2500.
2. Премию Джейкоба Минсера
3. Премию Шервина Розена (с 2003) — раз в два года «за выдающийся вклад в развитие экономики труда» Первый лауреат премии (2004) - Д. Акемоглу.

Президенты общества: Г. Беккер (1997); Э. Лейзир (1998); Р. Фримэн (1999); Ш. Розен (2000); Д. Хамермеш (2001); Р. Эренберг (2002); О. Ашенфельтер (2003); Ф. Уэлч (2004); Дж. Пенкавел (2005); Ф. Блау (2006).
Официальный орган общества: Journal of Labor Economics.